# Homloklebenyes baziliszkusz
A homloklebenyes baziliszkusz (Basiliscus plumifrons) a hüllők (Reptilia) osztályának a pikkelyes hüllők (Squamata) rendjéhez, ezen belül a gyíkok (Sauria vagy Lacertilia) alrendjéhez, a leguánalakúak (Iguania) alrendágához és az Corytophanidae családjához tartozó Basiliscus nem egyik faja.

## Elterjedése, előfordulása
Mexikó déli részétől Ecuadorig előfordul. Esőerdők lassú folyású patakjainak, folyóinak partközeli régiójában található.

## Megjelenése
Színe zöld. Testtömege 140-165 g, testhossza 60–75 cm. Csak a hím visel fejtaréjt, a fejtaréj magassága a 6 cm-t is elérheti. Nyakszirttől egészen a farok végéig csipkés taréj húzódik. Az izmos végtagokon elhelyezkedő ujjak végén, hosszú karmok segítik az állatot mászás közben. Az erőteljes hátsó lábaknak köszönhetően - a hüllők világában egyedülállóan - képesek a víz tetején hosszabb távolságok megtételére is. Oldalról lapított széles farkuk segítségével pedig igen gyors iramban tudnak úszni. A nőstényeken a sisak jóval kisebb, a háttaréj pedig hiányzik. Testük alapszíne általában élénkzöld, világoskék, fekete foltokkal tarkított.

## Életmódja
Gerincteleneket, kisebb gerinceseket fogyaszt, de néha növényi táplálékot eszik. Fogságban magas kort, akár 15-20 évet is megélhetnek.

## Szaporodása
A nőstények rendszerint 2-18 tojást tojnak egyszerre, 10 hónap alatt átlagosan 5 alkalommal. A tojásokat leginkább a laza földbe rejtik, a megfigyelések szerint a homokos talajt kerülik. A kezdetben fehér, majd besárguló tojások a hőmérséklettől függően 54-80 nap alatt kelnek ki.

## Tartása
|  |  |  |